# Hans Thirring

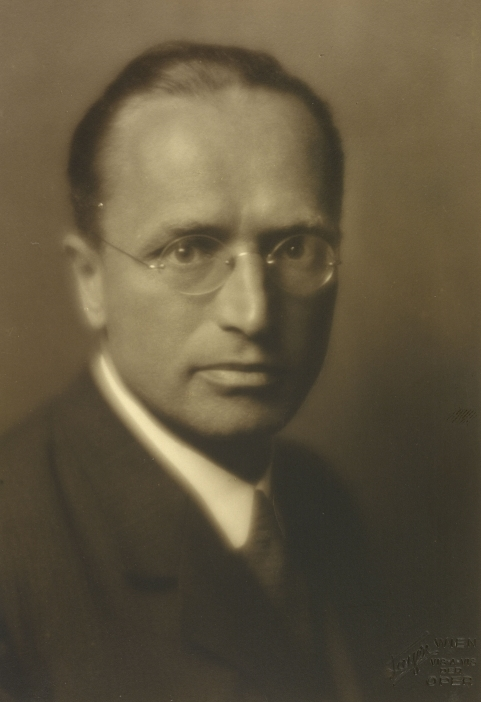
Hans Thirring (Aufnahme von Georg Fayer, 1927)

Hans Thirring (* 23. März 1888 in Wien; † 22. März 1976 ebenda) war ein österreichischer Physiker und Politiker (SPÖ).

## Leben
Thirring wurde als Sohn eines Bürgerschullehrers in Wien geboren, seine Vorfahren waren im Dreißigjährigen Krieg aus Thüringen eingewandert, woher auch der Name Thirring stammt.
Hans Thirring studierte bis 1910 an der Universität Wien Mathematik und Physik (und Leibesübungen). Einer seiner Studienkollegen war Erwin Schrödinger. Thirring wurde Assistent am Institut für Theoretische Physik der Universität Wien, wo er 1911 bei Friedrich Hasenöhrl mit der Arbeit Über einige thermodynamische Beziehungen in der Umgebung des kritischen und des Tripelpunktes promovierte. 1915 habilitierte er sich dort, wurde 1921 außerordentlicher Professor, 1927 Professor und war bis 1938 Vorstand des Institutes.
Er erfand eine Methode zur Tonfilmherstellung und -wiedergabe, die mit Hilfe von Selenzellen – den Thirringschen Selenzellen – funktionierte. 1929 gründete er gemeinsam mit dem Generaldirektor der RAVAG, Oskar Czeija, die Selenophon Licht- und Tonbildgesellschaft, das erste österreichische Unternehmen zur Herstellung von Tonfilmen.
1938 wurde Thirring von den Nationalsozialisten zwangsbeurlaubt. Vorgeworfen wurde ihm die Beschäftigung mit der „jüdischen“ Relativitätstheorie, seine Freundschaft mit Albert Einstein und Sigmund Freud sowie seine pazifistische und damit „wehrkraftzersetzende“ Haltung. Wie sich Guido Beck erinnert, war er schon in den frühen 1920er Jahren einer der wenigen Professoren der Universität Wien, die sich rundweg weigerten, Vorlesungen zu halten, falls jüdischen Studenten der Zutritt verweigert wurde, was damals häufig von rechtsnationalen Studentenverbänden versucht wurde. Nach seiner Zwangsbeurlaubung war er in den Folgejahren bis 1945 als Berater für verschiedene Firmen wie die Elin AG und Siemens tätig.
Nach dem Krieg reaktiviert, war er 1946/47 Dekan der Philosophischen Fakultät der Universität Wien. In dieser Funktion nahm er als einer der Kommissionsleiter an der Konferenz von Seelisberg teil. Er engagierte sich neben seiner wissenschaftlichen Tätigkeit immer wieder für den Frieden. Schon nach dem Ersten Weltkrieg, in dem er technische Geräte zu betreuen hatte, hat er angewidert erklärt, wenn überhaupt, hätte er lieber auf den sadistischen Feldwebel der eigenen Kompanie geschossen als auf irgendeinen Feind. 1957 war Hans Thirring Mitbegründer der ersten Pugwash-Friedenskonferenz, wo Themen wie Verantwortlichkeit von Wissenschaftern und die Gefahr der nuklearen Aufrüstung diskutiert wurden.
Auch vor Grenzbereichen der Wissenschaft wie der Parapsychologie schreckte Thirring nicht zurück. „Wer nicht den Mut hat, sich auslachen zu lassen, ist keine echte Forschernatur“, sagte er einmal. Es sei ein geringeres Unglück, wenn ein paar Gelehrte eine Zeit lang von einem Schwindler gefoppt werden, als wenn sie aus Angst vor einer Blamage ein faszinierendes, bisher unbekanntes Naturphänomen achtlos ignorierten. Anfang der 1920er Jahre begann sich Thirring auf Veranlassung des damaligen Vizepräsidenten der Österreichischen Akademie der Wissenschaften, des Botanikers Richard Wettstein, mit parapsychologischen Untersuchungen zu beschäftigen. 1927 wurde er zum (Gründungs-)Präsidenten der Österreichischen Gesellschaft für Psychische Forschung (heute Österreichische Gesellschaft für Parapsychologie und Grenzbereiche der Wissenschaften) gewählt.
Thirring war in Österreich auch politisch tätig, so wurde er 1957 bis 1964 für die SPÖ in den Bundesrat entsandt. Er setzte sich weiter stark für die Friedensbewegung ein und propagierte die als Thirring-Plan bekannt gewordene Idee der einseitigen Abrüstung Österreichs. Am 12. Dezember 1963 löste er damit im Parlament einen Tumult aus. Sein Konzept für das neutrale Österreich beinhaltete eine komplette Abrüstung und die Auflösung des Bundesheeres, die Grenzen sollten von UNO-Soldaten bewacht werden. Wegen seines Friedenengagements wurde Hans Thirring zweimal für den Friedensnobelpreis vorgeschlagen – und völlig ungerechtfertigt auch als „Ostspion“ diffamiert.
Thirring starb am 22. März 1976, einen Tag vor seinem 88. Geburtstag. Seine Grabstätte befindet sich auf dem Evangelischen Friedhof Matzleinsdorf.
Er war seit 1921 mit Anna Krisch verheiratet. Sein Sohn Walter Thirring war ebenfalls ein bekannter theoretischer Physiker. Ein weiterer Sohn Harald, der nach Walter Thirring als Genius der Familie galt, fiel an der Oder-Front 1945.
Zu seinen Doktoranden zählt Otto Halpern, dessen Karriere in Wien trotz der Bemühungen von Thirring durch antisemitische Intrigen einer rechten Professorenclique hintertrieben wurde. Mit Halpern schrieb er ein Buch über Quantenmechanik. Zu seinen Studentinnen gehörte auch die Österreicherin Helen Otley, die später Physikerin und Bibliothekarin wurde und das Konzentrationslager Auschwitz überlebte.

## Werk
Seine wichtigste Arbeit war 1918 die Vorhersage des nach ihm und dem Mathematiker Josef Lense benannten Lense-Thirring-Effekts der allgemeinen Relativitätstheorie, der die Veränderung der Einsteinschen Raumzeit in der Nähe von großen rotierenden Massen beschreibt. Im 2004 gestarteten Gravity-Probe-B-Experiment ist dieser Effekt erstmals experimentell bestätigt worden.

## Erfindungen
Hans Thirring war auch Erfinder. Die Erfindung einer Selen-Fotozelle führte beispielsweise zu sehr vielen Anwendungen, von Lichtschranken über Alarmanlagen bis zu einem Sensor, der entgegenkommende Autos wahrnimmt und das Ab- und Aufblenden der Scheinwerfer steuert. Im Jahr 1928, noch bevor der erste amerikanische Tonfilm nach Europa kam, präsentierte Thirring ein System zum Aufnehmen und Abspielen von Tonfilm, das in Wien sehr erfolgreich war, international jedoch vom US-System verdrängt wurde, da die Amerikaner über größere Budgets verfügten.
Als leidenschaftlicher Skifahrer entwickelte er in seiner Freizeit den damals berühmten „Thirring-Mantel“, eine Art Segel zwischen Armen und Beinen, das beim Skifahren angeblich beinahe ein Schwebegefühl auslösen konnte. „Die erfreulichste Erfindung, die ich je machte“, schrieb Thirring später. Bei einer Schussfahrt entfalten die ausgebreiteten Arme das dreieckige Segel, und „man schwebt, vom Fahrtwind getragen, federleicht und sicher den Hang hinunter“. 1939 verfasste er das Buch Der Schwebelauf, am 11. Februar 1940 gab es auf der Streif in Kitzbühel ein Schwebelauf-Skirennen. 

## Veröffentlichungen
- Mit Josef Lense: Über den Einfluss der Eigenrotation der Zentralkörper auf die Bewegung der Planeten und Monde nach der Einsteinschen Gravitationstheorie. In: Physikalische Zeitschrift. Bd. 19, 1918, S. 156–163.
- Mathematische Hilfsmittel der Physik. Handbuch der Physik, Bd. 3. Berlin 1928.
- Mit O. Halpern: Grundgedanken der neueren Quantentheorie. Teil 1, 2. Springer, 1928, 1929. Ergebnisse der Exakten Naturwissenschaften.
- Der Schwebelauf. Deutscher Verlag für Jugend und Volk GmbH, Wien und Leipzig 1939.
- Die Geschichte der Atombombe. Mit einer elementaren Einführung in die Atomphysik auf Grund der Originalliteratur gemeinverständlich dargestellt. Verlag Neues Österreich, Wien 1946.
- Atomkrieg und Weltpolitik. Danubia-Verlag, 1948.
- Die Idee der Relativitätstheorie. Verlag Springer, 1948. 3., verb. u. erg. Auflage.
- Atomphysik in gemeinverständlicher Darstellung. Verlag Deuticke, 1954. 2., erg. Auflage.
- Der Weg der theoretischen Physik von Newton bis Schrödinger. Verlag Springer, 1962.
- Kernenergie gestern, heute und morgen. Verlag Oldenbourg, 1963.

## Auszeichnungen
- 1952 Karl-Renner-Preis[11][12]
- 1963 Ehrenring der Stadt Wien